# Prambanan
Prambanan je největší hinduistický chrámový komplex v Indonésii a současně jeden z největších v jihovýchodní Asii. Leží na ostrově Jáva v provincii Střední Jáva, cca 20 km od Jogjakarty. Je ukázkou typické hinduistické chrámové architektury. Je zapsán na seznamu památek Světového dědictví UNESCO.

## Historie
Tento nejvýznamnější hinduistický chrámový komplex[zdroj?] byl pravděpodobně postaven kolem roku 850 n. l. Z různých pramenů je známo, že výstavba začala zhruba v 9. a skončila v 1. čtvrtině 10. století. V té době Jávě vládla Mataramská říše, jejíž vládci postupně upřednostnili hinduismus před do té doby převládajícím buddhismem. Již v polovině 10. století byl ovšem chrámový areál opuštěn a začal chátrat. Velké zemětřesení v 16. století jej silně poničilo.

### Rekonstrukce
Rekonstrukce počala roku 1918 a hlavní chrám byl kompletně zrenovován v roce 1953. Po několikero restaurováních v květnu roku 2006 postihlo celou Jogjakartu i okolí silné zemětřesení. Byly narušeny nebo dokonce kompletně srovnány se zemí nejen památky, ale i obyčejné obytné domy v této oblasti. Z nejvzdálenější zděné plochy po obvodu, která původně měřila asi 390 metrů na každé straně, dodnes kromě jižní brány nic jiného nezůstalo. Ačkoliv se zdá, že základy chrámů zůstaly nepoškozeny, škody byly značné a některé části objektu jsou z bezpečnostních důvodů dosud nepřístupné. (Např. právě tři nejzajímavější chrámy komplexu.)
V první polovině 20. století začala rekonstrukce prastaré kamenné stavby nanovo, která však dodnes není dokončena. I z toho důvodu, že pro úspěšnou rekonstrukci je třeba nejméně 75 % původních kamenných bloků, ovšem mnoho originálních kamenných prvků bylo ukradeno a použito na stavby někde jinde. Nicméně opravy probíhají na všech hlavních chrámech, které jsou proto obklopeny lešením.

## Chrámový komplex
Celý areál je vystavěn na čtvercovém půdorysu. Hlavní nádvoří zdobí celkem šest chrámů. Tři jsou velké zasvěcené bohům Višnuovi, Šivovi a Brahmovi – trojici hinduistického náboženství nazývanou Trimúrti. Tři menší byly zasvěceny nosičům zmíněných bohů, naproti jejichž chrámu stojí. Vchody do hlavních chrámů jsou postavené směrem k východu slunce. Vchody příslušných menších chrámů jsou nasměrovány na západ.
Chrám Nandini patří Šivovi, ukrývá krávu, na které jezdí Šiva (dnes jediná socha uvnitř). Chrám Angsa boha Brahma, v němž byla husa, zřejmě další způsob dopravy. Chrám Garuda, náležící Višnuovi, se pyšnil sochou bájného ptáka Garudy, dopravního prostředku posledního boha. Kromě vyjmenovaných staveb najdete také na hlavním nádvoří 10 menších svatyň. Pod nimi se našly nějaké pozůstatky kostí, které jsou náznakem lidských obětí, ale není nic jasné. Na druhém nádvoří Prambanan obklopuje terasovitá oblast, která se skládá ze čtyř řádků se 40, 48, 56, a 64 chrámy. Celkem tedy 224 svatyň. Každá měří 14 metrů o základně 6m x 6m Z těch ale je převážně jen hromada kamení, která se v současnosti připravuje na restaurování. Všechny stavby jsou postaveny ve stejném stylu připomínajícím indické hinduistické chrámy. Liší se jen detaily zobrazení. Součástí Prambanu je také park á la Borobudur, ležící pár stovek metrů od hlavní části. V něm jsou další menší svatyňky. Dnes už i restaurace, dětský zábavný koutek nebo ohrada s jeleny.

### Chrámy

#### Šivův chrám
Hlavní chrám boha Šivy, stojící uprostřed, převyšuje ostatní do výšky 47 metrů o půdorysu 34x34 m. Je jediná stavba Prambananu, která má vchody otevřené na všechny čtyři světové strany. Tvoří ho 4 místnosti, kdy v každé najdeme jednu sochu: sochu Šivy, jeho manželky Párvatí (= horská, bohyně lásky a oddanosti, zobrazovaná nejčastěji jako krásná žena po boku Šivy i se svými syny Skandou a Ganéšou), syna Ganéši a učitele Agastvi. Ve dvou dalších chrámech je už pouze po jedné soše právě zmíněného božstva. Kolem chrámu Šivy vede ochoz a kamenné panely s reliéfem příběhu Rámájany. Tato část zůstala slušně zachovalá, a tak je příběh celkem snadno čitelný. I ostatní chrámy jsou bohatě zdobeny právě tesáním zobrazující populární epopej. Zbytek příběhu z Šivova chrámu pokračuje na chrámu Brahmově. Před zdí Šivova chrámu existuje celkem 24 panelů. Osm z těchto skulptur společně představuje skupinu hinduistických božstev chrámu - strážce osmi směrů komplexu (Guardians of the Directions of Space). Na chrámu jsou nepřehlédnutelné basreliéfy, které souvisí s hinduistickou kosmologií. Šest z osmi planet Kubera (Venuše), Varuna (Merkur), Yama (Mars), Angi (Saturn), Issana (Měsíc) a Indra (Jupiter). V polovině devátého století našeho letopočtu shodou okolností se objevily planety ve stejném pořadí, v jakém jsou dnes k vidění na stěnách.

#### Brahmův chrám
Brahmův chrám na jižní straně měří 33 metrů do výšky a má 20x20 m základnu. Je jeden z mála zasvěcených tomuto bohovi z nejvyšších bohů hinduismu. Obzvlášť je potom zajímavé, že sochy v chrámech jsou vždy posazeny na podstavcích ve tvaru lotosu, symbolech buddhismu. Což naznačuje hindo-buddhistické přátelství.

#### Višnuův chrám
Na severním Višnuově chrámu je zobrazen reliéf příběhu o Krišnovi.

## Chrámové komplexy v okolí

Plán umístění Prambananu a okolních chrámových komplexů

Nejseverněji v parku leží skupina chrámů Sewu. Byly postaveny zhruba ve stejné době jako Prambananský komplex, a přestože jsou v podobném stylu, je to svatyně zasvěcená buddhismu (druhý největší areál tohoto typu na Jávě, po Borobuduru).
Na severojižní ose mezi chrámy Sewu a Prambananem se nachází i trosky chrámů Candi Bubrah a Lumbung, také buddhistických.

## Legenda o Durze
Prambananská socha bohyně Durgy se zvláštním děsivým vzhledem je v Indii uctívána, nejen ze strachu kvůli její pomstychtivosti a vznětlivosti. Když se na ostrov dostal islám, kde má bohyně mírnější vlastnosti, ženy ji začaly považovat za ochránkyni lásky. Bohyně byla podle legendy princeznou jménem Rara Jonggrang, díky níž údajně vznikl chrám Prambanan. Aby se nemusela vdávat, chtěla od svého budoucího manžela postavit za jedinou noc chrám zdobený tisícovkou soch. Za to byla ochotna souhlasit se sňatkem. Král údajně povolal nadpřirozené síly a skoro práci dokončil. Princezna však zapálila velký oheň, jímž chtěla předstírat rozbřesk. Avšak snoubenec její lest odhalil a zaklel ji do každé sochy v Prambananu.

## Současné využití a turistika
Dnes slouží Prambananský komplex i jako kulisy pro taneční divadelní představení. Příběh Rámajány trvá dvě hodiny. Herci jsou oblečeni v barevných kostýmech a nechybí jim masky. Celé vystoupení probíhá v doprovodu orchestru gallan, hrající na tradiční indonéské nástroje– převážně bicí.
Vstupné na samotný Prambanan, který je velice navštěvovanou památkou, je v různých cenách. Mnohem vyšší pro cizince a přijatelnější pro místní. Blízko vstupu je v provozu informační centrum.

## Galerie

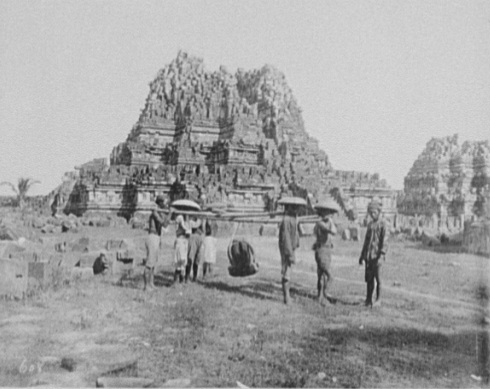
Polozřícené chrámy v roce 1895, zhruba deset let po jejich znovuobjevení
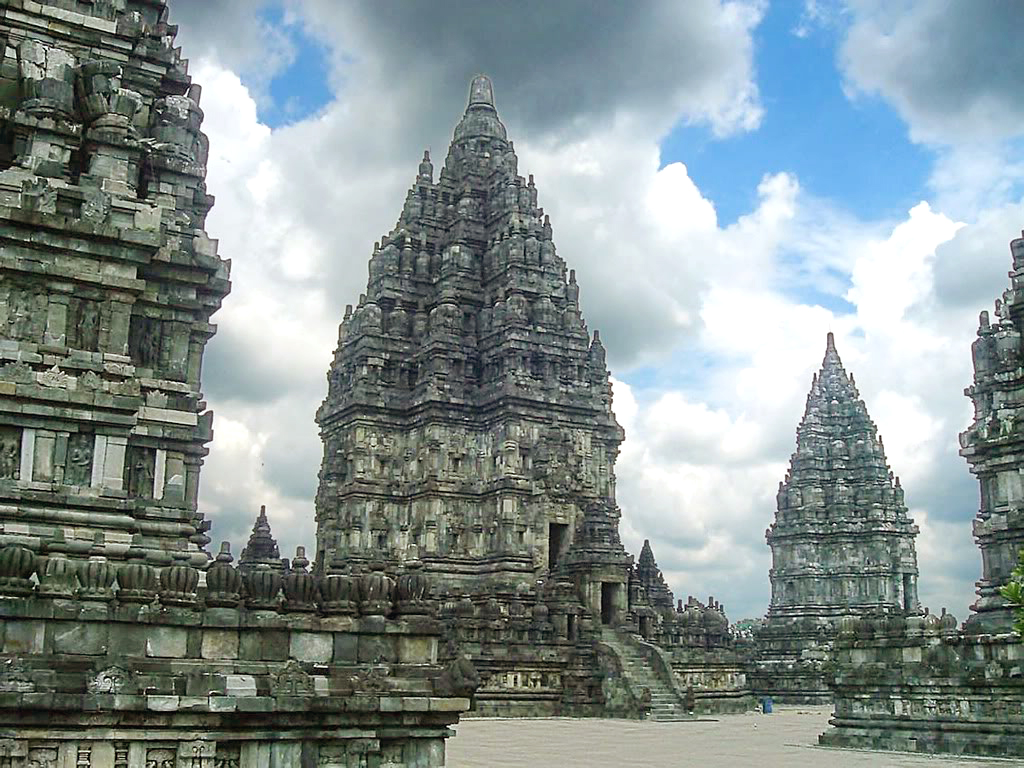
Šivův chrám, nejdůležitější stavba celého areálu
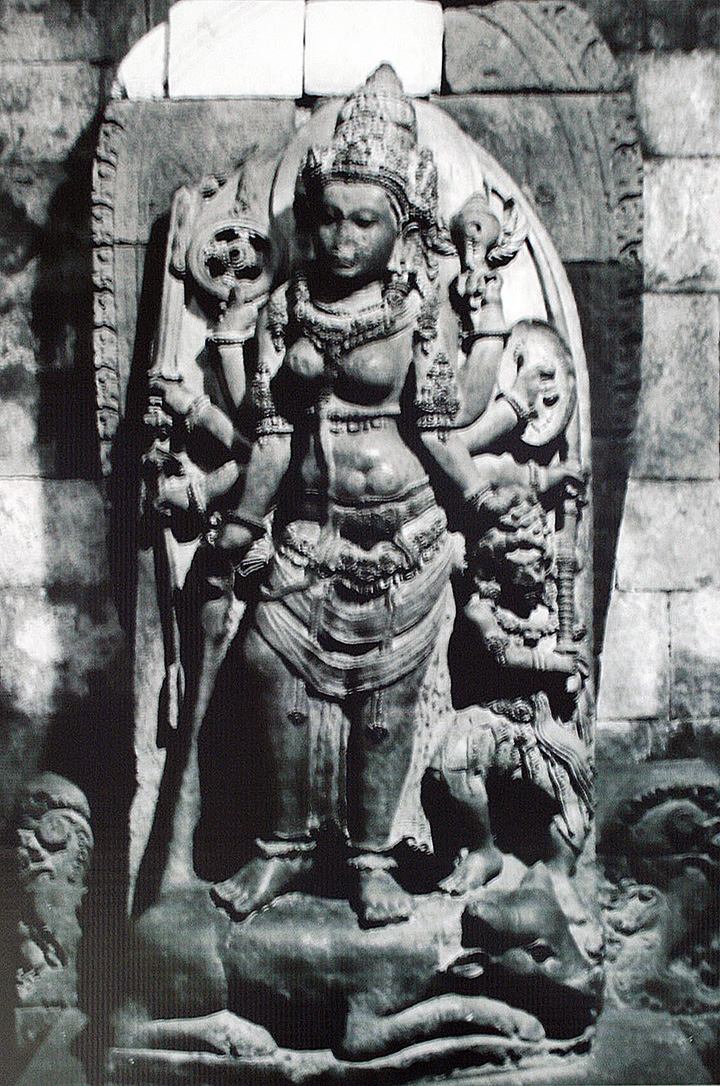
Socha bohyně Durgy v severní části Šivova chrámu
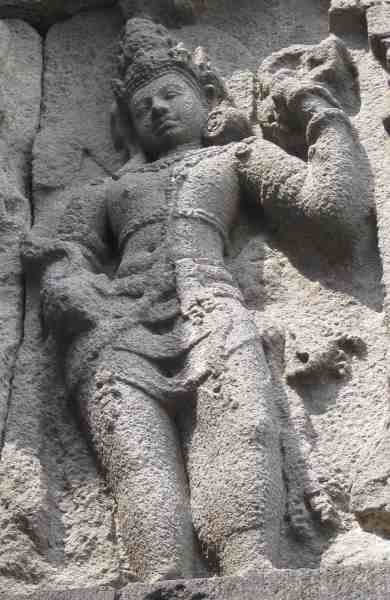
Socha Nandi
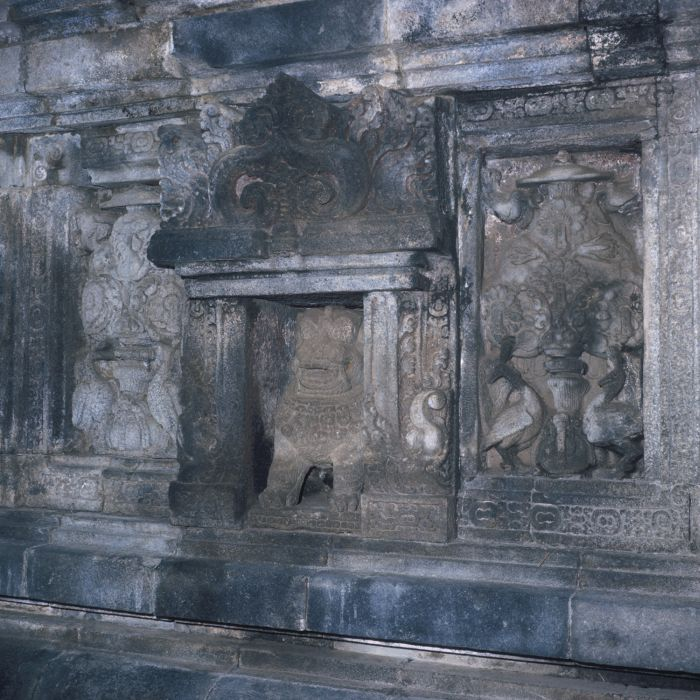
Reliéf v Prambananu
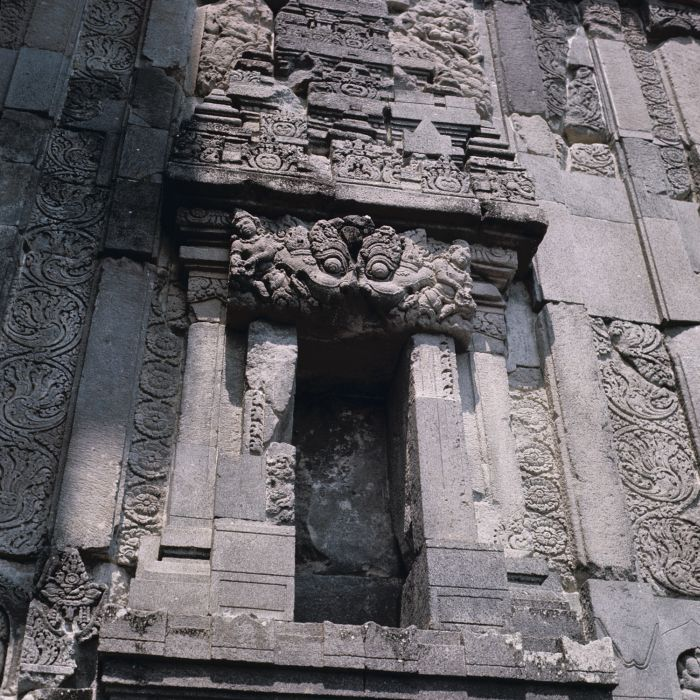
Detail v chrámu
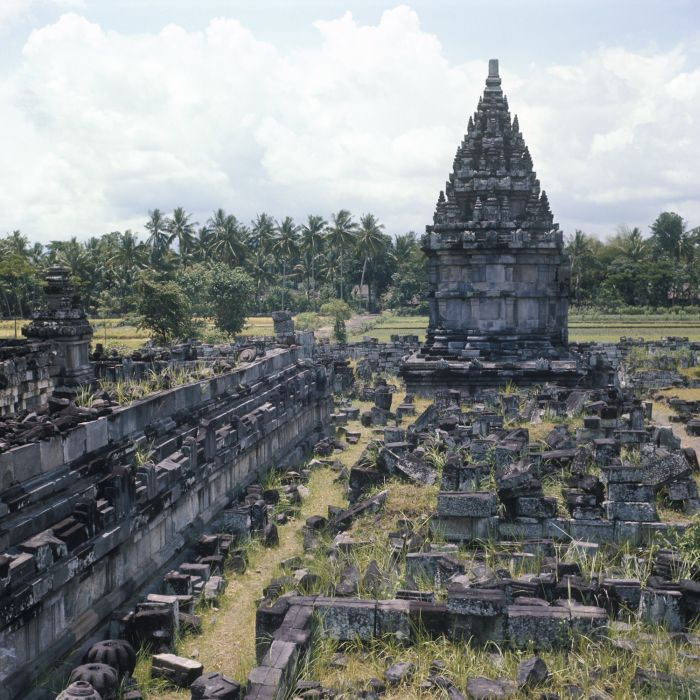
..
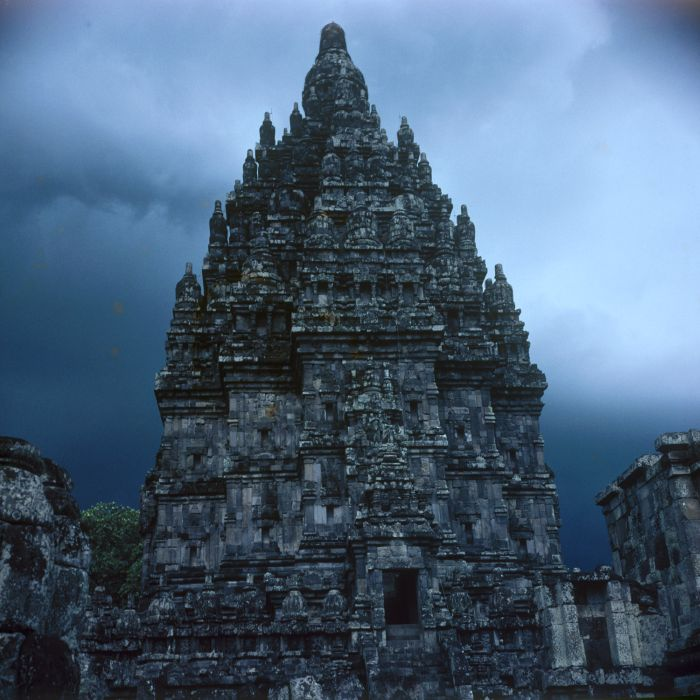
...